# Hemiodus orthonops
Hemiodus orthonops är en fiskart som beskrevs av Eigenmann och Kennedy, 1903. Hemiodus orthonops ingår i släktet Hemiodus och familjen Hemiodontidae. Inga underarter finns listade i Catalogue of Life.